# Potravní síť

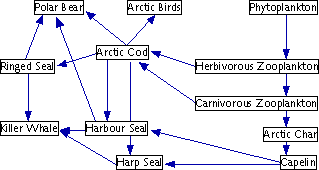
Ukázka potravní sítě v arktickém ekosystému (anglicky)

Potravní síť je soubor potravních vztahů mezi jednotlivými druhy v daném ekosystému, tedy přenos biomasy mezi jednotlivými druhy. Je větvená, zatímco potravní řetězec ne.
Přenos biomasy je obvykle značen šipkami.

## Trofické úrovně
Jednotlivé články jsou rozděleny do stupňů nazvaných trofické úrovně. Jsou na sobě závislé. Vyšší mají nižší za potravu, čímž zase zabraňují jejich přemnožení.
| trofická úroveň      | popis                                                       | příklad  |
| -------------------- | ----------------------------------------------------------- | -------- |
| producent            | vyrábí organické látky z energie nebo z anorganických látek | zelí     |
| primární konzument   | přebírá energii z producenta                                | housenka |
| sekundární konzument | přebírá energii z primárního konzumenta                     | drozd    |
| terciární konzument  | přebírá energii ze sekundárního konzumenta                  | poštolka |

Potravní síť obvykle neobsahuje více než pět nebo šest trofických úrovní. Také může obsahovat jen jednu nebo dvě, např. koně živícího se travou většinou nikdo nesežere.
Všežravci se vyskytují na více trofických úrovních. Všežravec může být primární konzument, když žere rostliny; nebo sekundární nebo terciární, když žere živočichy. Neobvyklý případ tvoří masožravé rostliny, které požírají živočichy; jinak je tomu naopak.